# Bantariella tenuis
Bantariella tenuis is een mosdiertjessoort uit de familie van de Mimosellidae. De wetenschappelijke naam van de soort is voor het eerst geldig gepubliceerd in 1915 door Harmer.